# 秦慧珠
秦慧珠（1955年3月27日—），中華民國政治人物，中國國民黨籍，現任臺北市議會議員。曾連任兩屆立法委員，並短暫擔任任務型國民大會代表、臺北縣政府觀光旅遊局局長及機要顧問。秦慧珠是國民黨軍系成員，隸屬黃復興黨部。

## 早年與教育
秦慧珠出生於桃園縣中壢鎮（今桃園市中壢區）富台新村。父親籍貫山東省桓臺縣，為國軍滯留越南富台部隊一員 。她就讀淡江大學中國文學系（1973～1977），畢業後進修輔仁大學中國文學研究所，1979年獲得中文碩士學位。1999年，她以《臺灣反共小說研究（一九四九年至一九八九年）》獲得中國文化大學中國文學研究所博士學位。2014年獲得國立臺灣大學政治學研究所碩士文憑。

## 早期工作
秦慧珠畢業後，陸續任教於輔仁大學語言中心、淡江大學、中正理工學院、政治作戰學校，並在中國文化大學擔任助理教授。
她接著進入媒體界，先後擔任《聯合報》主編、《女性雜誌》總編輯（1982～1995年）、九儀出版社發行人、女性雜誌社發行人。她在中廣主持《早安曲》、《兩岸好好玩》，真相電視台主持《慧眼看台灣》，亦在華視、台視從事主持工作。

## 政治生涯

### 臺北市議員
秦慧珠1989年在中國國民黨提名下當選第六屆臺北市議員，並於1994年連任。

### 立法委員
1998年獲國民黨提名，並以第一高票當選台北市第一選區立法委員。
2000年加入新成立之親民黨，並於2001年順利連任立委。
2004年參加立法委員選舉臺北市北區以371票之差三連霸失利，得票率5.85%低於最低當選門檻5.92%。
2000年，秦慧珠聲稱陳水扁曾經接受江泽民折合新台幣1億4千萬的政治捐獻，並宣稱中央研究院院長李遠哲支持陳水扁是由江澤民授意，找唐飛組閣防止軍方叛變亦為其主意。她為此出版專書 《阿扁賣台咁無影？江澤民挺陳水扁金相大公開》，但並沒有出示更多證據。國台辦多次否認此說，並指責秦「已喪失起碼的為人道德」。

### 國民大會及臺北縣政府
2005年擔任親民黨立法院黨團辦公室主任，並於任務型國大代表選舉中獲親民黨提名，當選任務型國代，6月7日解職。
2005年8月回復國民黨籍。
2007年參與國民黨黨內初選，爭取2008年立法委員選舉之黨內提名，但敗於立法委員蔣孝嚴。
2007年10月1日出任臺北縣政府觀光旅遊局首任局長。
2009年8月轉任臺北縣政府機要顧問。

### 重返市議會
2010年台北市議員選舉中以臺北市第三選區最高票當選。
2014年當選連任第十二屆台北市議員。
2015年參與中國國民黨黨內初選，爭取2016年中華民國立法委員選舉之黨內提名，但敗於立法委員費鴻泰。
2018年、2022年再度連任台北市議員。
2014年11月20日，在節目上贊同郝柏村的皇民說法，表示臺北市長候選人柯文哲祖父在日治時期當皇民乃是意志不堅，他可以選擇不做皇民。
2015年6月2日，秦慧珠在議會質詢市長柯文哲時，表示「北市府從取消護童專案現又恢復，到底有何決策？」柯文哲回應「我沒有提過要取消護童專案。」臺北市警察局長邱豐光補充「2012年11月內政部警政署即通令各級學校取消護童專案」，讓提出質詢的秦慧珠臉上無光。因此議會結束後對警察局長邱豐光訓斥：「沒有用的我告訴你，邱豐光我告訴你，這個仇我記大了我告訴你。」警察大學教授游毓蘭爆料：「秦議員早年也在議會痛罵當時的督察長洪勝堃，還關上小議事廰的門，不准洪離開，一付耍賴像，事隔近20年，依然故我！」
2015年12月4日，質疑國際知名攝影師李屏賓不夠資格擔任台北電影節主席，並表示「攝影是幕後工作，並非電影的主體」。

## 個人生活
秦慧珠與魏約翰育有一子，患有普瑞德威利症候群。秦慧珠擔任中華民國小胖威利病友關懷協會理事長。
2013年3月28日，秦慧珠被投訴忘記鑰匙，而請來三輛消防車及八名消防員。她駁斥，表示僅有一台消防車到場，且請消防隊協助為其最後選項；臺北市消防局亦替她緩頰。

## 選舉紀錄
| 年度 | 選舉屆數               | 選舉區                 | 所屬政黨   | 得票數  | 得票率 | 當選標記 | 備註   |
| ---- | ---------------------- | ---------------------- | ---------- | ------- | ------ | -------- | ------ |
| 1989 | 第六屆臺北市議員選舉   | 臺北市第二選舉區       | 中國國民黨 | 20,205  | 5.92%  |          |        |
| 1992 | 第二屆立法委員選舉     | 臺北市第一選舉區       | 中國國民黨 | 14,122  | 2.34%  |          | [ 16 ] |
| 1994 | 第七屆臺北市議員選舉   | 臺北市第三選舉區       | 中國國民黨 | 23,087  | 9.52%  |          |        |
| 1998 | 第四屆立法委員選舉     | 臺北市第一選舉區       | 中國國民黨 | 81,556  | 10.79% |          |        |
| 2001 | 第五屆立法委員選舉     | 臺北市第一選舉區       | 親民黨     | 36,965  | 5.97%  |          |        |
| 2004 | 第六屆立法委員選舉     | 臺北市第一選舉區       | 親民黨     | 35,676  | 5.85%  |          |        |
| 2005 | 任務型國民大會代表選舉 | 任務型國民大會代表選舉 | 親民黨     | 236,716 | 6.11%  |          |        |
| 2010 | 第十一屆臺北市議員選舉 | 臺北市第三選舉區       | 中國國民黨 | 35,037  | 15.03% |          |        |
| 2014 | 第十二屆臺北市議員選舉 | 臺北市第三選舉區       | 中國國民黨 | 20,632  | 8.57%  |          |        |
| 2018 | 第十三屆臺北市議員選舉 | 臺北市第三選舉區       | 中國國民黨 | 19,568  | 8.76%  |          |        |
| 2022 | 第十四屆臺北市議員選舉 | 臺北市第三選舉區       | 中國國民黨 | 17,103  | 8.00%  |          |        |

## 著作
| 年份   | 書名                                     | 出版社 | ISBN               |
| ------ | ---------------------------------------- | ------ | ------------------ |
| 1987年 | 當代名人兩性對話錄                       | 聯經   |                    |
| 1989年 | 女性觀點                                 | 皇冠   | ISBN 9573300117    |
| 1994年 | 紫色的蓮花瓣                             | 九儀   | ISBN 9578837356    |
| 1994年 | 走出廚房看政治                           | 九儀   | ISBN 9789578837423 |
| 2001年 | 阿扁賣台咁無影？江澤民挺陳水扁金相大公開 | 狠角色 | ISBN 9572087789    |
| 2001年 | 不可能的接觸－扁江通訊實錄               | 狠角色 | ISBN 9572087797    |
| 2001年 | 揭開阿扁的真面目                         | 狠角色 | ISBN 9789574593422 |
|        | 開放的婚姻市場－現代夫妻的新象           |        |                    |

## 外部連結
- 立法院 -秦慧珠委員 （页面存档备份，存于）
- 秦慧珠的Facebook專頁